# أطلال لوروبيني
أطلال لوربيني هي بلدة تجارية تقع في جنوب بوركينا فاسو في غرب غاويو. وتتضمن أطلال حجرية تعود إلى الفترة ما قبل الأوروبية. تبلغ مساحتها 130.11 متر مربع، وتُشكل جزءًا من مجموعة واسعة تتكون من 100 سور حجري والمعلومات المتوفرة عنها قليلة. إحدى النظريات تفرض أنها شكلت سور فناء دار الملك كان ليا. وتوجد نظرية أخرى تفيد بأنها موقع تجمع لتجارة الرقيق.
سُجلت أطلال لوربيني كموقع من مواقع التراث العالمي الصادر عن اليونسكو في سنة 2009. وهي أول موقع يضاف إلى القائمة وما تزال الألغاز تحوم حوله. وقد احتلت قبائل لوهرون أو كولانغو هذا الموقع، وسيطرت على عمليات استخراج وتحويل الذهب خلال فترة ازدهاره التي استمرت من القرن الرابع عشر إلى القرن السابع عشر

## نظريات و أعمال حفرية
افترض الباحثون أن الارتفاع الكبير لجدران الآثار كان يهدف الي الحفاظ على الذهب داخل الآثار، إلا أن هذه الاستنتاجات تم الحصول عليها من الأدلة الظرفية حيث كانت تجارة الذهب عبر الصحراء الكبرى تحدث بين مدينة جني الواقعة إلى الشمال الغربي منها، ومدينة تمبكتو كاغو الواقعة إلى الشمال منها؛ كانت تمبكتو كاغو بمثابة المحطة النهائية للتجارة عبر الصحراء الكبرى.

## إجراءات الحفاظ و الحماية
تعد أطلال لوروبيني من أفضل بقايا أطلال لوبي الأكبر حجمًا. شكلت لجنة حماية وإدارة آثار لوروبيني أساسًا جيدًا لإدارة الآثار كنقطة محورية للتنمية المستدامة داخل المجتمع المحلي، و مع ذلك تأثر الموقع بشدة بالظروف البيئية، مثل هطول الأمطار ودرجات الحرارة القصوى.

## معرض

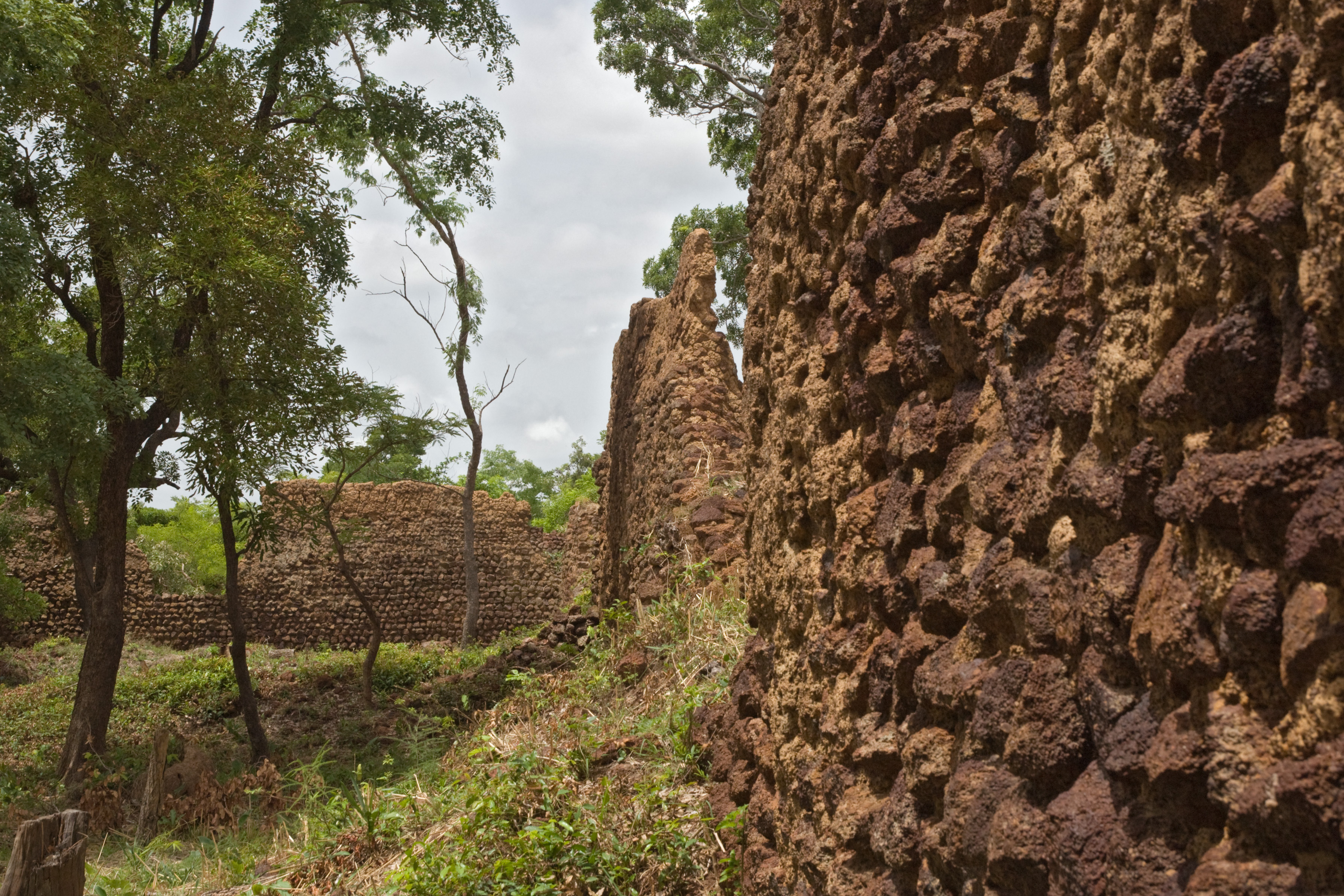
أطلال لوربيني
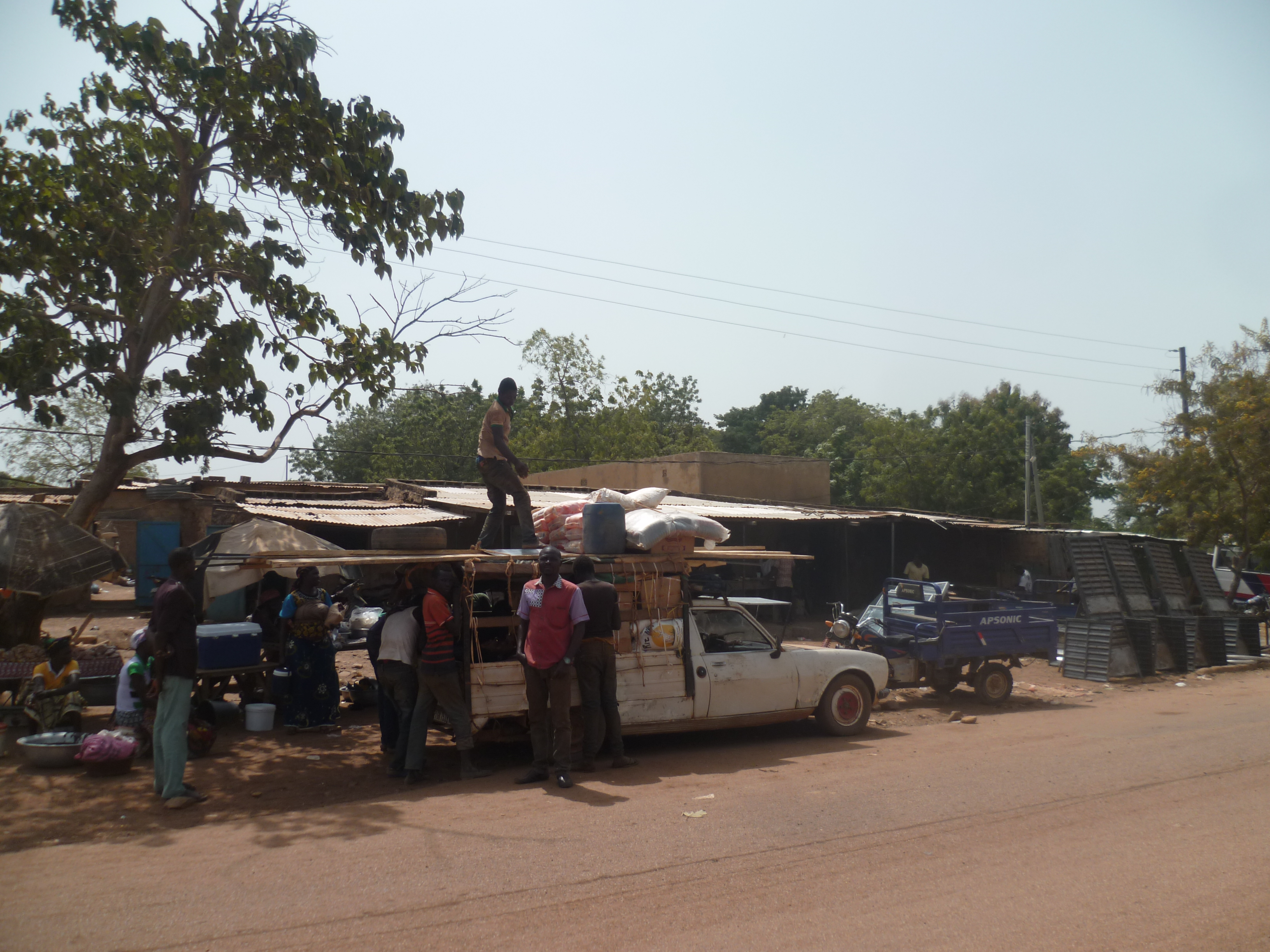
وسائط نقل
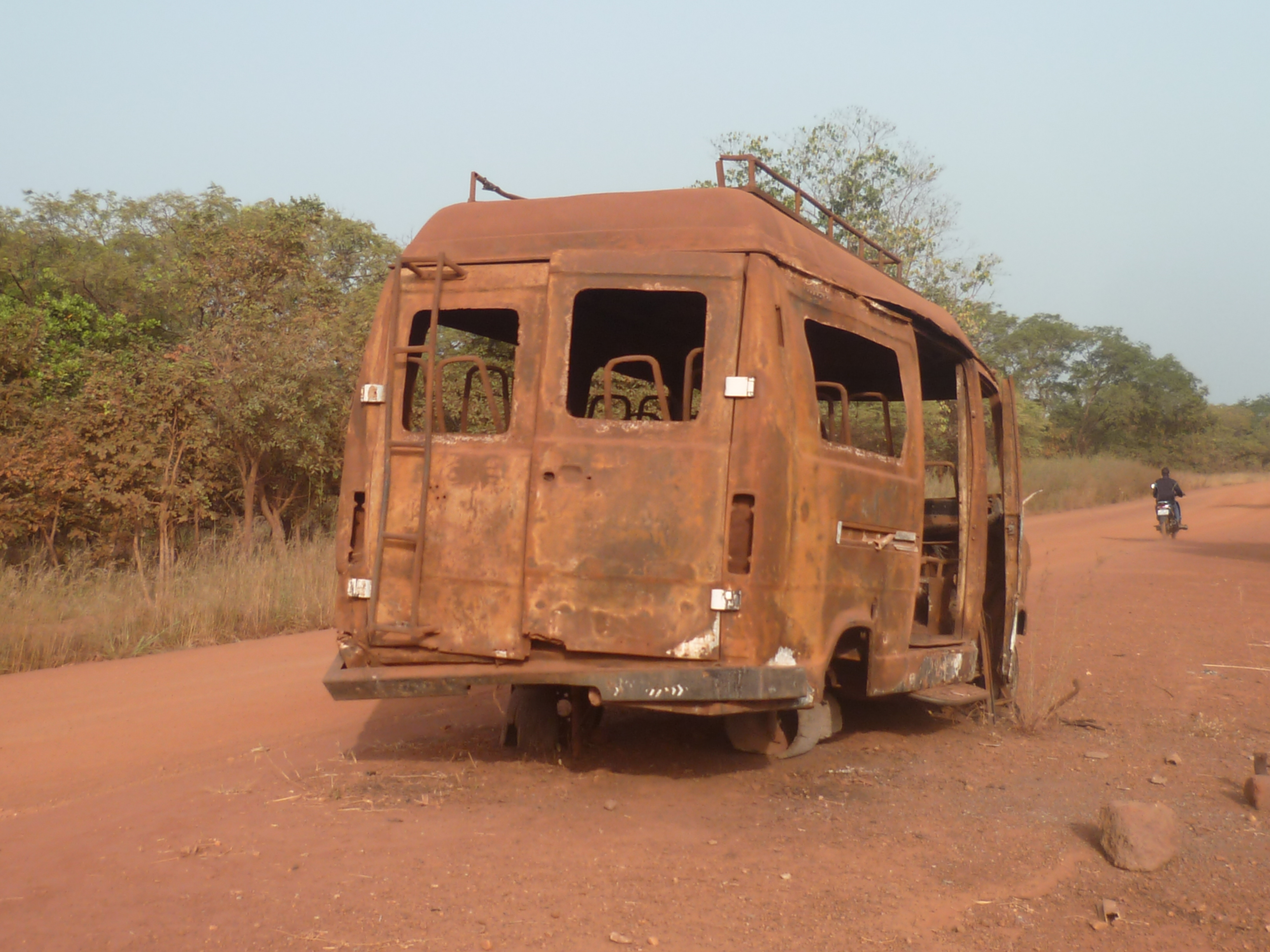
باص قديم
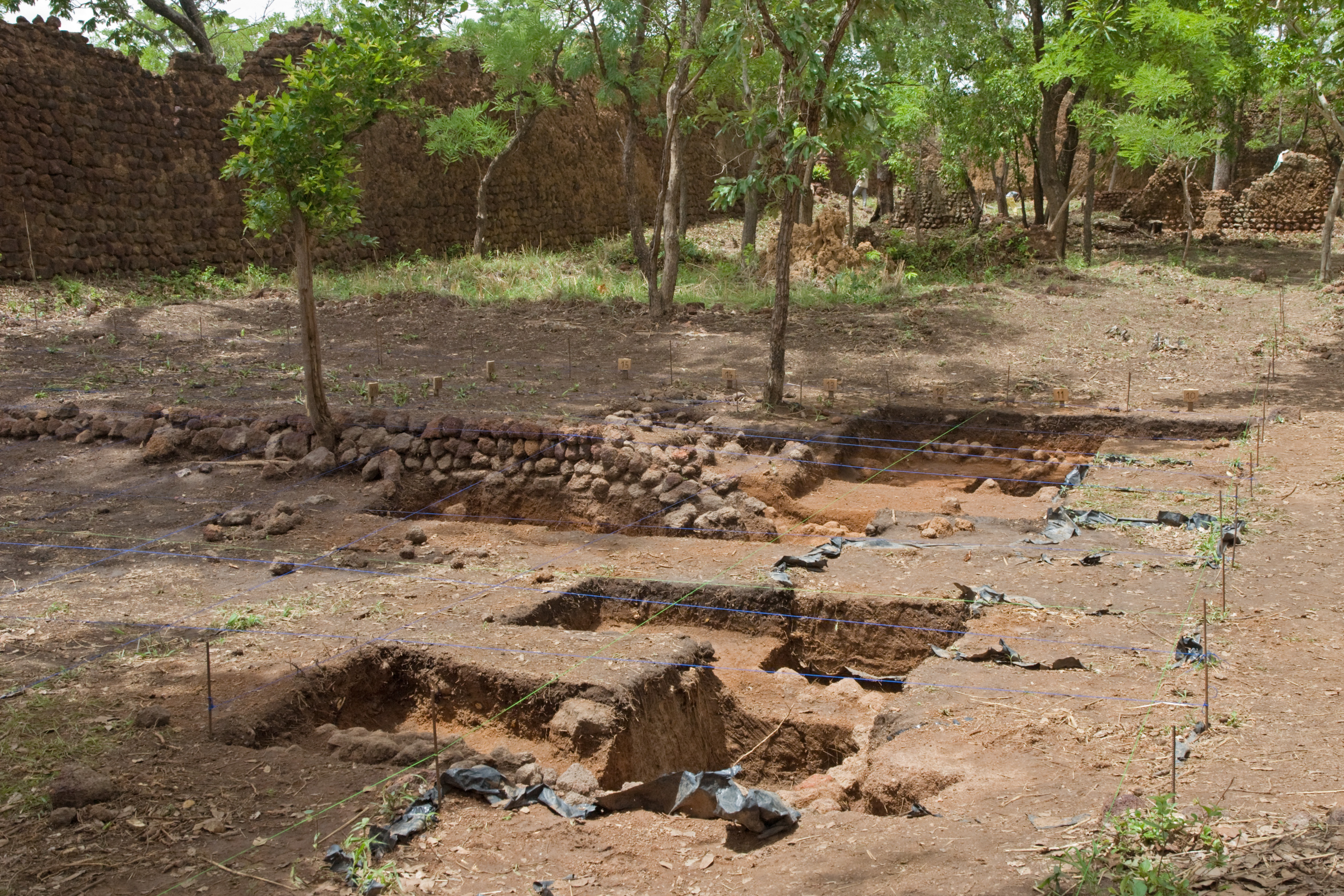
آثار، حفر أطلال Loropéni